# 天主教塔爾努夫教區
天主教塔爾努夫教區（拉丁語：Dioecesis Tarnoviensis）是波蘭一個羅馬天主教教區。教座位於塔爾努夫。屬克拉科夫總教區。成立於1786年3月13日。
2011年，在當地1,125,200人口中，有教友1,118,200人，佔轄區總人口99.4%、450個堂區、1,433名司鐸、201名修士、989名修女。現任主教為安德肋·耶日。